# Antoni Serra i Fiter
Antoni Serra i Fiter   (Barcelona, 27 de gener de 1869 - Cornellà de Llobregat, 29 d'abril de 1932) fou un ceramista i pintor modernista català. Fill d'Antoni Serra i Martínez, metge, i de Júlia Fiter i Lubian, a setze anys, va entrar a treballar de meritori a la casa del comerç de cotó del senyor Llobet de Barcelona. El 1885 va iniciar el seu camí en la pintura, que va seguir amb continuïtat fins a l'any 1891. Assistia a classes a acadèmies d'art i als cercles d'artistes i literats, mentre treballava amb el comerç del cotó. El 1888, va participar en l'Exposició Universal de Barcelona, a la secció de Belles Arts. Va casar amb Carolina Abella i Pujals, filla del músic i compositor Joan Abella el 1895, i varen tenir onze fills.
Membre del Centre d'Aquarel·listes de Barcelona, va iniciar-se en el món artístic com a pintor. Fou soci fundador de l'associació Academia Artística Libre (1893), un grup heterogeni de joves pintors que volien contribuir al desenvolupament del creixent moviment artístic de Barcelona. Dedicat a la ceràmica des de 1897, esdevingué el ceramista per excel·lència del període modernista. Per a la realització de les seves obres, entre les quals destaquen les porcellanes a l'estil Sèvres, compta amb la col·laboració d'alguns deis artistes de renom del moment, com Josep Pey, Pau Gargallo o Ismael Smith. La seva tasca al capdavant del seu obrador del Poblenou (1904) va produir gerros i atuells en gres i porcellana de pur estil art nouveau. Una de les seves obres més destacades són els caps i les mans de les figures femenines fetes en mosaic i trencadís dels arrambadors de la casa Lleó Morera. Va tenir un reconeixement universal i es feu mereixedor d'importants premis als certàmens internacionals de 1907 a Barcelona, Londres, Madrid i París. El 1905, va ser nomenat director artístic del Foment Artístic de Sants.
Passada la moda modernista, el taller tancà el 1908. El 1921 esdevingué professor de ceràmica a l'Escola Superior dels Bells Oficis de Barcelona. Instal·la el seu taller artístic a Cornellà de Llobregat el 1926, on hi col·laboraren els seus fills Antoni Serra i Abella, Josep Serra i Abella, Enric Serra i Abella, i el seu gendre, l'escultor Rafael Solanic i Bàlius.
L'obra pictòrica d'Antoni Serra que es conserva avui és molt escassa i es troba repartida entre els seus familiars. El MNAC guarda un paisatge datat de 1908 procedent del llegat d'Apel·les Mestres. Una de les seves peces més conegudes 'El Gerro gran de les magnòlies' va passar a mans del col·leccionisme privat des de la seva exposició a la V Exposició de Barcelona de 1907. El Museu de la Ceràmica de Barcelona el va adquirir el 1982.
Antoni Serra Fiter va obtenir tres grans èxits: la puresa o blancor de la seva pasta, la qualitat i brillantor de les cobertes i, finalment i a conseqüència de les dues primeres, l'obtenció de la cuita difícil a 1.400º.